# Kazuya Tsurumaki
Kazuya Tsurumaki (鶴巻 和哉 Tsurumaki Kazuya; Gosen, prefectura de Niigata, 2 de febrero de 1966) es un director y animador japonés. Destacado por sus trabajos en dirección de obras de anime como FLCL, Diebuster y la tetralogía Rebuild of Evangelion.

## Carrera
Trabajó por un largo tiempo en el estudio de animación Gainax. El primer proyecto de Tsurumaki en Gainax fue como director de animación en dos episodios de la serie de televisión de 1990 Fushigi no Umi no Nadia; Tsurumaki también fue director de las secuencias humorísticas "omake" (extra) que acompañaron a la serie de televisión. En 1995, Tsurumaki se desempeñó como asistente de dirección de Hideaki Anno en la serie histórica Neon Genesis Evangelion de Gainax, en cuyo papel se encargó de la producción, el director de arte y el asistente de configuración de algunos episodios. En 1997, dirigió el episodio 25 ', la primera mitad de la conclusión cinematográfica de la serie Evangelion, The End of Evangelion. En 2000, Tsurumaki hizo oficialmente su debut como director de pleno derecho con la serie OVA de seis partes, FLCL. En 2004 dirigió la exitosa secuela de Gunbuster llamada Diebuster.
En 2006 abandona Gainax, para unirse al recién fundado estudio de animación Khara, donde asumió el trabajo de director junto a Hideaki Anno en la serie de cuatro largometrajes de la franquicia Evangelion, conocida Rebuild of Evangelion, también dirigió el especial de anime del 2017 Ryū no Haisha. En 2025 dirige la película y la serie de anime de Mobile Suit Gundam GQuuuuuuX, producida conjuntamente por los estudios Khara y Sunrise.